# Джек, Родни
Родни Джек (англ. Rodney Jack; 28 сентября 1972, Кингстаун) — футболист, выступавший за сборную Сент-Винсента и Гренадин. Участник Золотого кубка КОНКАКАФ 1996.

## Биография

### Клубная карьера
В начале карьеры выступал у себя на родине за «Хайрун Лайонс» и барбадосский клуб «Ламбада». В 1995 году Джек переехал в Англию, где начал профессиональную карьеру в клубе третьего дивизиона «Торки Юнайтед». В 1998 году подписал контракт с «Кру Александра», в составе которого провёл 4 сезона в первом дивизионе и один сезон во втором. Затем провёл по одному сезону в клубах третьего дивизиона «Рашден энд Даймондс» и «Олдем Атлетик». В 2005 году сырал 10 матчей и забил 1 гол в чемпионате Ирландии за клуб «Уотерфорд». В 2006 году на один сезон вернулся в «Кру Александру», где сыграл 30 матчей и забил 1 гол. В дальнейшем выступал на любительском уровне за команды «Саутпорт» и «Нантуич Таун». Завершил карьеру в 2012 году.

### Карьера в сборной
В 1996 году Джек вошёл в состав сборной Сент-Винсента и Гренадин на Золотой кубок КОНКАКАФ 1996. На турнире он принял участие в обоих матчах группового этапа против сборных Мексики (0:5) и Гватемалы (0:3), по итогам которых сборная Сент-Винсента не набрала очков и завершила выступление на турнире. Также принимал участие в четырёх отборочных турнирах к чемпионату мира.